# هيكارو شيميزو
هيكارو شيميزو (باليابانية: 清水光) هو لاعب كرة قدم ياباني في مركزي الهجوم والوسط، ولد في 19 يوليو 1996 في كاناغاوا في اليابان. لعب مع Azul Claro Numazu ‏.

## وصلات خارجية
- هيكارو شيميزو على موقع رابطة كرة القدم اليابانية للمحترفين (اليابانية)
- هيكارو شيميزو على موقع Soccerway.com (الإنجليزية)